# انتخابگرنشین زاکسن
انتخابگرنشین زاکسن (به آلمانی: Kurfürstentum Sachsen) منطقهٔ و ایالتی است در آلمان امروزی که در امپراتوری مقدس روم در عهد کارل چهارم به وجود آمد.